# Maria Vera Brunner
Maria Vera Brunner (* 20. April 1885 in Neuhäusl, heute Érsekújvár; † 23. März 1965 in Wien) war eine Pianistin, Kunsthandwerkerin, Textilkünstlerin und Gebrauchsgrafikerin.

## Leben und Werk
Maria Henriette Veronika Brunner war die Tochter von Helene Brunner, geborene Kapisztöry. Ihr Vater war der Ulanen-Rittmeister Heinrich Brunner. Der Architekt Karl Heinrich Brunner war ihr Bruder.
Sie wurde zur Konzertpianistin ausgebildet. In den Jahren 1905 bis 1911 besuchte sie die Kunstschule für Frauen und Mädchen bei Adolf Boehm. Mit ihrem Bruder Karl gründete sie eine Werkstätte. Beide beteiligten sich mit einer gemeinsam entwickelten Siedlung mit zerlegbaren Häusern und Figuren an der Kunstschau 1908. Maria Vera Brunner zeigte in der gleichen Ausstellung ein Panneau mit dem Titel „Schlafendes Kind“, eine Ampel mit beweglichen Figuren für ein Kinderzimmer und sechs Masken mit rollenden Augen. Weiter war sie mit einem Holzschnitt unter dem Titel „Verklungen“ vertreten. Sie präsentierte 1909/1910 auf der „Ausstellung österreichisches Kunstgewerbe“ Holzfiguren, die vom Atelier Artěl in Prag ausgeführt worden waren. Als sich 1909 eine Gruppe um Egon Schiele von ihrem früheren Lehrer an der Akademie löste und eine Ausstellung unter dem Titel „Neukunst“ konzipierte, wurden auch elf Frauen zur Ausstellung eingeladen, darunter Brunner. Sie beteiligte sich mit acht farbigen Zeichnungen. Schon im Jahr 1911 gab sie der Wiener Werkstätte (WW) einen Schal in Kommission. Ab dem Jahr 1916 war sie in der Künstlerwerkstätte der WW tätig. Dort sind Glasdekore, Spielzeug, Stickereien, Pelztaschen, Perlenarbeiten, Schmuck, Schachteln, Tunk- und Kleisterpapiere sowie Stoffmuster dokumentiert. Sie studierte in den Jahren 1918/1919 noch einmal an der Kunstgewerbeschule Wien bei Alfred Roller und Erich Mallina. Anfang der 1920er Jahre erteilte sie dann selbst Unterricht im Zeichnen und für Kunstgewerbe. Auf der Kunstschau des Österreichischen Museums für Kunst und Industrie 1920 war sie mit Spielzeug und Klöppelspitzen vertreten. Brunner entwarf Buchgestaltungen für den WILA-Verlag und die Österreichische Staatsdruckerei. Sie Illustrierte die Barocken Balladen (erschienen 1919) ihres Mannes.

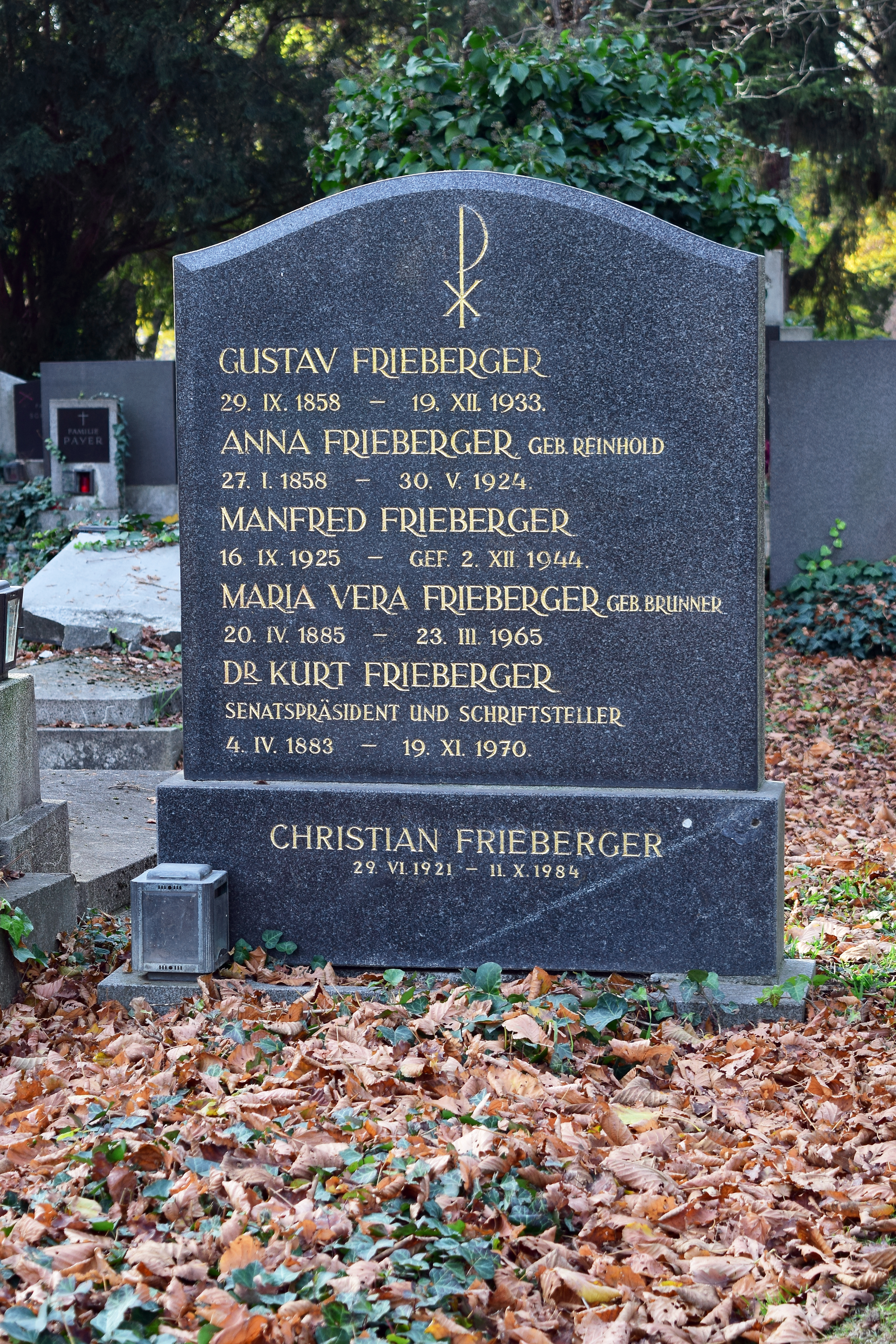
Wiener Zentralfriedhof – Gruppe 109 – Grab von Maria Vera Brunner und Kurt Frieberger

Die Künstlerin ging eine Ehe mit dem Schriftsteller Kurt Frieberger, dem Bruder von Eva Frieberger, ein und hatte zwei Söhne: Christian und Manfred. Sie starb 1965, kurz vor ihrem 80. Geburtstag. Ihre Werke sind in den Sammlungen des Museums für Angewandte Kunst Wien, im Art Institute of Chicago, im Cooper Hewitt, Smithsonian Design Museum sowie im Metropolitan Museum of Art vertreten.

## Werke (Auswahl)
- ca. 1910–1918: Andruck „Tulipan“[11]
- ca. 1910–1918: Stoffmuster „Tulipan“[12]
- ca. 1910–1917: Andruck „Indigo“[13]
- ca. 1910–1917: Andruck „Indigo“[14]
- ca. 1910–1917: Andruck „Malacca“[15]
- ca. 1910–1917: Andruck „Malacca“[16]
- ca. 1910–1917: Stoffmuster „Malacca“[17]
- ca. 1910–1918: Andruck „Leonardo“[18]
- ca. 1910–1918: Andruck „Leonardo“[19]
- ca. 1910–1918: Stoffmuster „Leonardo“[20]
- ca. 1910–1918: Stoffmuster „Steinbrecher“[21][22][23]
- ca. 1910–1918: Andruck „Steinbrecher“[24]
- 1916: Lithografie „Josefi-Fest“[25]
- 1916/1917: Glas mit Bemalung[26]
- 1916/1917: Glas mit Bemalung[27]
- 1916/1917: Glas mit Bemalung[28]
- ca. 1916–1918: Stoffmuster „Tanz“[29]
- ca. 1915–1925: Double-cup glass[30]
- ca. 1916–1921: „Perlbeutel“ Perlenbeutel, Modellnr.: P 3[31]
- 1917: Stoffmuster „Indigo“[32][33]
- 1917: Blumenvase[34]
- 1918: „Baukasten“ Stadt[35]
- 1918: „Baukasten“ Stadt, Modellnummer: H 0017[36]
- 1921: „Amerika“ Hochhäuser, Modellnummer: H 0229[37]
- ohne Jahr: Glasservice „Glas“, Modellnummer: GL 736-99[38]
- ohne Jahr: Glasservice „Geblasenes Glas“, Modellnummer: GL 737-312[39]
- ohne Jahr: Glasservice „Geblasenes Glas“, Modellnummer: GL 737-231[40]
- ohne Jahr: Vase, Modellnummer: GL 780-133[41]
- ohne Jahr: Glasservice: „Geblasenes Glas“, „Geblasenes Glas“, Modellnummer: GL 737-235, Modellnummer: GL 737-234[42]

## Ausstellungen
- 1908: Kunstschau[1]
- 1909: Internationale Kunstschau[1]

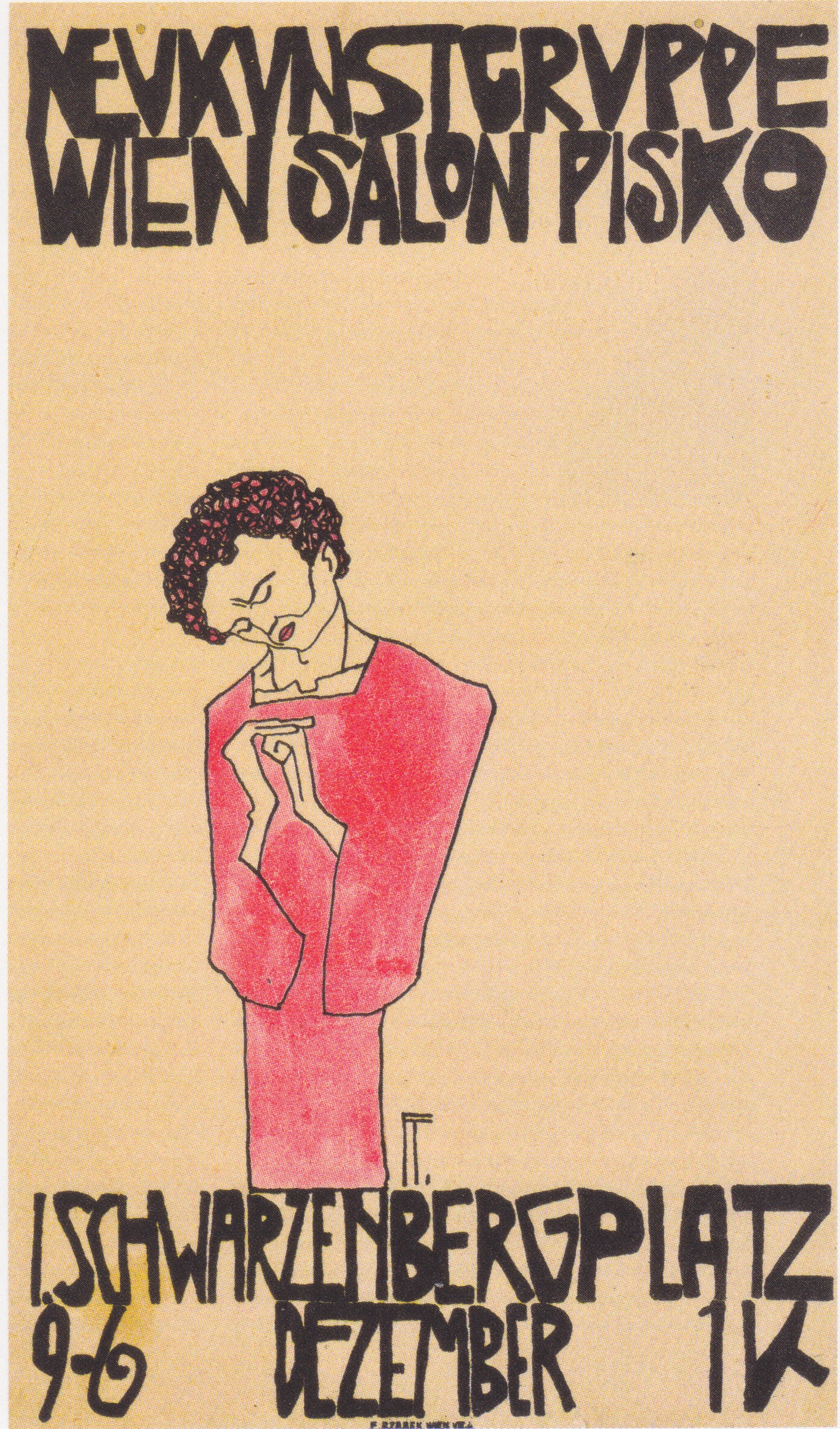
1. Ausstellung der Neukunstgruppe, Salon Pisko, Plakat 1909

- 1909: Neukunstgruppe, Kunstsalon Pisko[1]
- 1909/1910: Ausstellung österreichisches Kunstgewerbe, Österreichisches Museum für Kunst und Industrie[1]
- 1910: Ausstellung des Kunstschule für Frauen und Mädchen, Wien[1]
- 1915/1916: Modeausstellung, Österreichisches Museum für Kunst und Industrie[1]
- 1920: Kunstschau, Österreichisches Museum für Kunst und Industrie[1]

Posthum
- 2016: Kunst für alle. Der Farbholzschnitt in Wien um 1900, Frankfurt, Wien[43]
- 2021: Die Frauen der Wiener Werkstätte[1]
- 2021: Tradition und Vision: Muster mit Zukunft, Bundeskanzleramt[44]

## Mitgliedschaften
- Neukunstgruppe (informelles Mitglied)[1]
- Österreichischer Werkbund (Mitbegründerin)[1]